# Expérience de Kennedy-Thorndike

Montage de l'expérience de Kennedy-Thorndike.

L'expérience de Kennedy–Thorndike est une expérience de physique visant à expérimenter des résultats de la relativité restreinte. Réalisée pour la première fois en 1932 par Roy J. Kennedy et Edward M. Thorndike, l'expérience est une version modifiée de l'expérience de Michelson-Morley où l'un des deux bras de l'interféromètre est plus court que l'autre. Ainsi, alors que l'expérience de Michelson-Morley démontrait l'indépendance de la vitesse de la lumière selon l'« orientation » de l'appareil, celle de Kennedy-Thorndike montre que cette dernière est également indépendante de la vitesse de ce dernier. Selon ce montage, l'absence de changement de phase observé par l'expérience permet de vérifier indirectement la dilatation du temps prévue par la relativité restreinte. 
L'expérience de Kennedy-Thorndike, combinée à celle de Michelson-Morley ainsi qu'à l'expérience d'Ives-Stilwell, apportent les confirmations empiriques de l'ensemble des transformations de Lorentz.
Des versions ultérieures de l'expérience ont été réalisées à l'aide de cavités optiques et de réflecteurs lunaires.